# Digonogastra occidentalis
Digonogastra occidentalis är en stekelart som först beskrevs av Cameron 1905.  Digonogastra occidentalis ingår i släktet Digonogastra och familjen bracksteklar. Inga underarter finns listade i Catalogue of Life.